# Eugen Albert Roth
Eugen Albert Heinrich Roth (* 18. Mai 1833 in Jüterbog in Brandenburg; † 5. November 1909 in Ahlersbach (Main-Kinzig-Kreis)) war ein deutscher Landrat und Abgeordneter des Provinziallandtages der preußischen Provinz Hessen-Nassau sowie Mitglied des Preußischen Abgeordnetenhauses.

## Leben
Eugen Albert Roth wurde als Sohn des Superintendenten Albert Theodor Friedrich Roth und dessen Gemahlin Eugenie Henriette Fähse geboren. Nach dem Abitur in Wittenberg im Jahre 1852 studierte er Rechtswissenschaften und Nationalökonomie an den Universitäten Göttingen und Berlin. 1855 wurde er Auskultator beim Kreisgericht Jüterbog und kam später zum Stadtgericht Berlin, bevor er 1861 als Regierungsassessor zur Bezirksregierung Liegnitz versetzt wurde. Er wechselte zur Regierung Potsdam und wurde am 11. September 1865 zum kommissarischen Vertreter des Bürgermeisters im thüringischen Colberg bestellt. Diese Funktion nahm er bis Januar 1867 wahr, als er Amtmann in Emden,  Amtshauptmann in Aurich und in Bersenbrück wurde. 
Er wurde zum Landrat des Kreises Schlüchtern gewählt und übte das Amt vom 13. August 1880 bis zum 30. September 1904 aus. 
Dem Preußischen Abgeordnetenhaus gehörte er von 1882 bis 1885 an und hatte in den Jahren 1886 bis 1892 einen Sitz im Kurhessischen Kommunallandtag des Regierungsbezirks Kassel, aus dessen Mitte er ein Mandat für den Provinziallandtag der Provinz Hessen-Nassau erhielt.
Im Dezember 1891 wurde zum Geheimen Regierungsrat ernannt.

## Auszeichnungen
- Roter Adlerorden (Preußen)
- Preußischer Kronenorden